# Wealden (geologi)

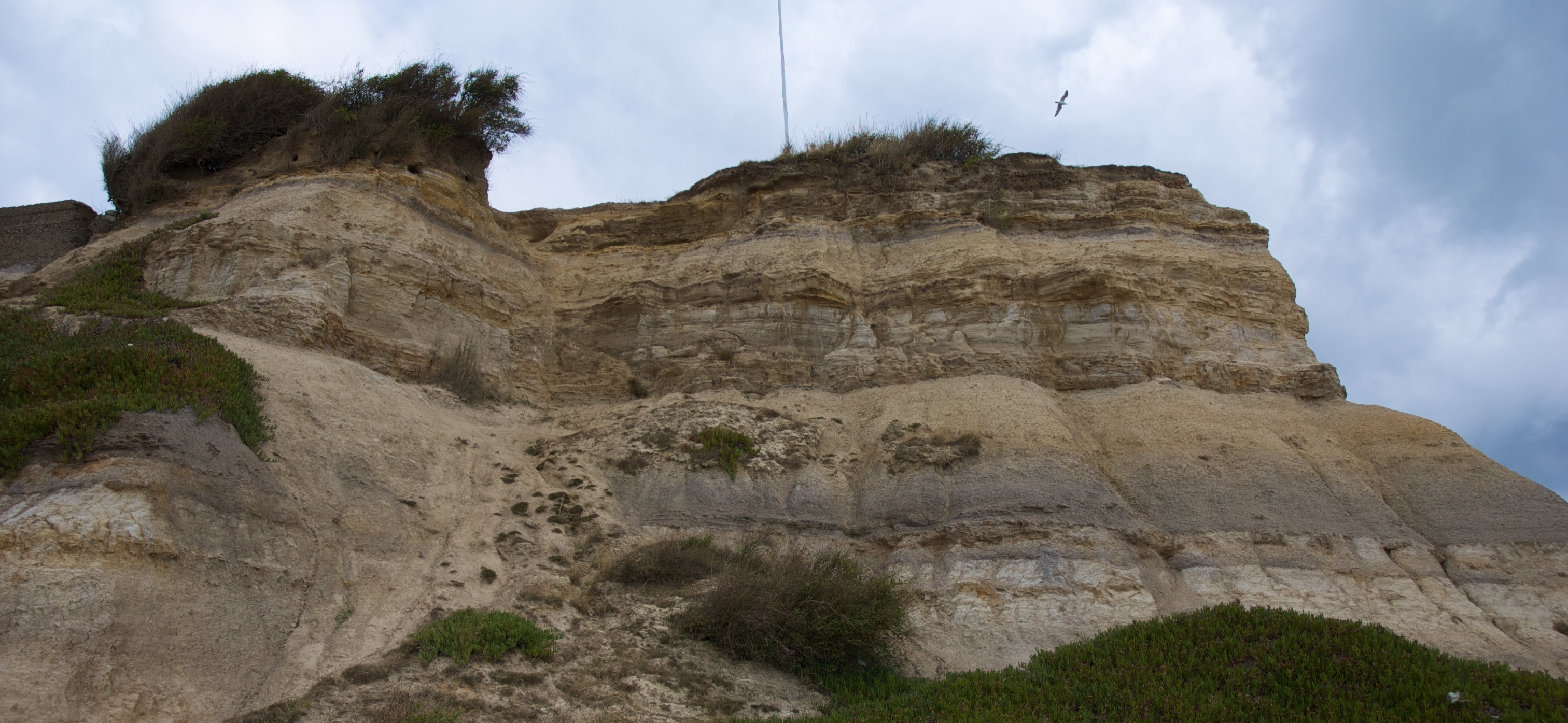
Wealdenlager exponerat nära Bexhill-on-Sea i Storbritannien.

Wealden är inom geologi det traditionella namnet på sedimentlager – ett strata – i Västeuropa, skapade i sött och bräckt vatten under kritaperioden, för cirka 145-125 miljoner sedan. Termen härstammar från namnet på det sydengelska distriktet Wealden och användes redan av den engelske geologipionjären William Smith kring sekelskiftet 1700 och 1800. Wealden innehåller ofta fossila bevis på landlevande varelser från den tidiga kritaperioden.